# Yann Bodiger
Yann Bodiger (ur. 9 lutego 1995 w Sète) – francuski piłkarz występujący na pozycji pomocnika w CD Tenerife.